# NGC 4012
NGC 4012 (другие обозначения — UGC 6960, MCG 2-31-6, ZWG 69.9, PGC 37686) — спиральная галактика (Sb) в созвездии Дева.
Этот объект входит в число перечисленных в оригинальной редакции «Нового общего каталога».
В галактике вспыхнула сверхновая SN 2005J типа II, её пиковая видимая звездная величина составила 16,5.
В галактике вспыхнула сверхновая SN 2004aq типа II, её пиковая видимая звездная величина составила 17,5.